# Blåklettane
Blåklettane (norwegisch für Blaue Hügel) ist eine kleine Gruppe von Hügeln im ostantarktischen Königin-Maud-Land. Sie ragen 28 km südwestlich des Bamsefjell am südwestlichen Ende des Gebirges Sør Rondane auf.
Norwegische Kartografen, die auch die deskriptive Benennung vornahmen, kartierten sie 1957 anhand von Luftaufnahmen, welche die United States Navy im Rahmen der Operation Highjump (1946–1947) erstellt hatten.